# Prosymna visseri
Espèce
Prosymna visseri est une espèce de serpents de la famille des Lamprophiidae. 

## Répartition
Cette espèce se rencontre dans le sud de l'Angola et le nord de la Namibie.

## Publication originale
- Fitzsimons, 1959 : Some new reptiles from southern Africa and southern Angola. Annals of the Transvaal Museum, vol. 23, n. 4, p. 405-409 (texte intégral).